# Otto Boleška

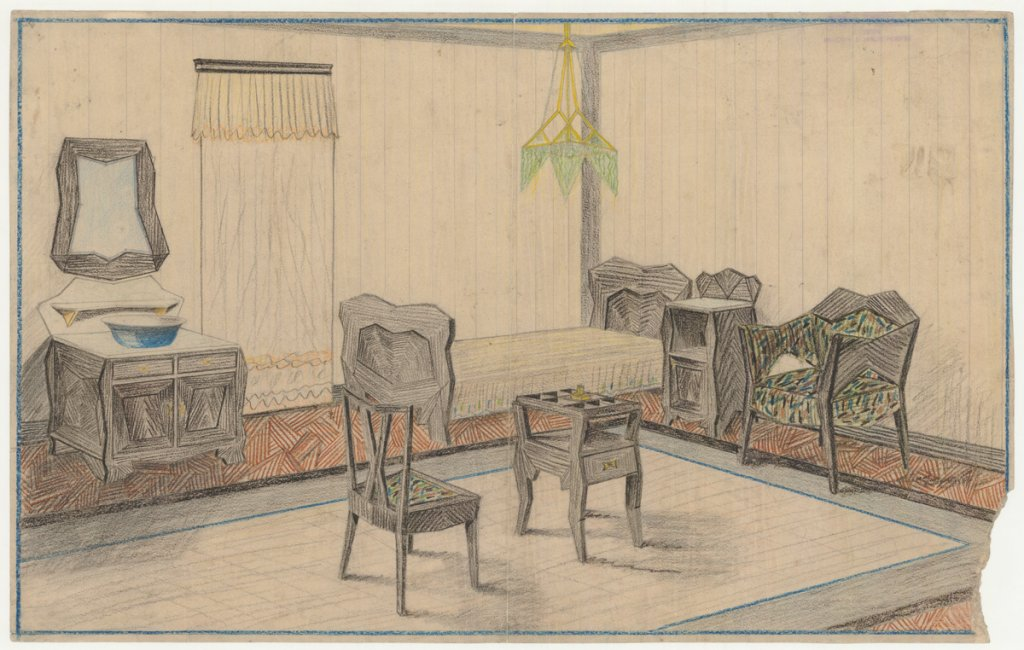
Kubistický pokoj herce Otto Bolešky, autor Josef Gočár, 1913

Otto Boleška, křtěný Gabriel Otto (23. března 1880 Praha, Rakousko-Uhersko – 20. března 1917 Praha) byl český divadelní herec.

## Život
Narodil se v rodině stavebního adjunkta Jana Boleška. Již v roce 1896 začínal u kočovných společností na Moravě (např. společnost A. Choděry). V roce 1900 získal stálé angažmá v Lublani ve slovinském Národním divadle. Od roku 1907 byl členem souboru Divadla na Vinohradech. Vynikal především v komických úlohách. V roce 1911 účinkoval nejprve pohostinsky v Národním divadle v Praze a v tomtéž roce zde byl angažován a setrval zde až do své smrti (sebevražda). V Národním divadle nastudoval přes 80 rolí.
Je pochován na Olšanských hřbitovech v Praze.
Byl manželem české herečky Anny Iblové, se kterou se oženil na Štědrý den roku 1913. Jeho bratr byl známým hudebním kritikem.

## Citát
| „                 | ...také mi počátkem roku 1917 umřeli nenadále dva herci, kteří byli podstatnou oporou mých shakespearovských představení, Schlaghamer a Boleška. | “ |
| — Jaroslav Kvapil | |   |

## Divadelní role, výběr
- 1911 Hermann Bahr: Pavouk, Dvorní rada Negrelli, Divadlo na Vinohradech, režie K.H.Hilar, 15 repríz
- 1911 Jaroslav Kvapil: Princezna Pampeliška, Chudý král, j. h. , Národní divadlo, režie Gustav Schmoranz
- 1912 Henrik Ibsen: Stavitel Solness, Knut Brovik, Národní divadlo, režie Jaroslav Kvapil
- 1913 William Shakespeare: Romeo a Julie, Lékárník, Národní divadlo, režie Jaroslav Kvapil
- 1913 William Shakespeare: Zkrocení zlé ženy, Gremio, Národní divadlo, režie Jaroslav Kvapil
- 1915 William Shakespeare: Jak se vám líbí, Jacques, Národní divadlo, režie Jaroslav Kvapil
- 1916 F. A. Šubert: Žně, Venclík, Národní divadlo, režie Karel Želenský

## Divadelní režie, výběr
- 1911 Henrik Ibsen: Spolek mladých, Divadlo na Vinohradech, 10 repríz